# Агудонг, Сидни
Сидни Элизабет Агудонг (англ. Sydney Elizebeth Agudong; Пустой шаблон {{ВД-Преамбула}} ) — американская актриса и певица. Известна по роли Нани Пелекаи в фильме «Лило и Стич».

## Ранние годы
Сидни Элизабет Агудонг родилась на Кауаи, Гавайи, и имеет европеоидное, филиппинское и полинезийское происхождение. Её младшая сестра Сиена также актриса.
Агудонг росла, участвуя в театральных постановках, шоу талантов и конкурсах красоты, а в 2010 году была названа «Предподростковая Мисс Гавайи». Когда ей было 11, а её сестре 7, они начали ездить в Лос-Анджелес на актёрские прослушивания. Когда она училась в островной школе, она изначально больше концентрировалась на своей общественной жизни, прежде чем заняться написанием песен в предпоследнем и выпускном классах. Свою первую песню «I'm So Sorry» она написала полностью во время урока математики, и она попала в эфир на KQNG-FM.

## Карьера
Окончив школу в 2018 году, Агудонг переехала в Лос-Анджелес, чтобы снова заняться актёрской карьерой параллельно с музыкальной. Она пишет музыку под псевдонимом Джейн Доу, которая, по её словам, является «по сути [её] собственной версией Ханны Монтаны» и «непримиримым искателем душ». Её дебютный сингл «Welcome to Hollywood» был выпущен в 2022 году и, по её словам, был о её «отношении к [её] мечтам в Голливуде». Она упомянула артистов и группы, которыми она восхищалась, включая Бристона Марони, Фрэнка Оушена, Элтона Джона, Queen, The Backseat Lovers, The Beatles и Билли Джоэла.
Агудонг снялась в малобюджетном фильме «Западный Мичиган» (2021). Она дебютировала на телевидении, сыграв девушку Джамала (Бретт Грей) на выпускном в последнем сезоне сериала «У меня на районе». Она сыграла влиятельную личность в социальных сетях, чья подруга исчезает, в веб-сериале «Найди Милли Мартин» (2022) и сыграла Саванну в приключенческом фильме «У её ног» (2024), снятом в Гавайском вулканическом национальном парке. Другие актерские работы Агудонг включают «Морскую полицию: Спецотдел» и «Любовь вне софитов» .
Первой крупной звездной ролью Агудонг стала роль Нани Пелекаи в «Лило и Стич» (2025). И она, и её сестра пробовались на эту роль и были последними двумя рассмотренными кандидатами. Некоторые критики и поклонники заявили, что Агудонг выглядит белее своего анимационного персонажа и что вместо неё следовало бы взять актрису с более тёмной кожей.